# Peucedanum franchetii
Peucedanum franchetii là một loài thực vật có hoa trong họ Hoa tán. Loài này được C.Y. Wu & F.T. Pu miêu tả khoa học đầu tiên năm 1998.